# 坊農秀治
坊農 秀治（ぼうの しゅうじ、1972年1月24日 - ）は、元三重テレビ放送のアナウンサー兼記者。

## 人物・略歴など
奈良県大和郡山市出身。清風高等学校、同志社大学を卒業後、1995年に岐阜放送にアナウンサーとして入社。1998年三重テレビに移籍した。
三重県庁の記者クラブに所属し、県政報道などを担当していた。またアナウンサーとして、スポーツ実況（高校野球県大会、ラグビー県大会など）を担当した。
2021年1月、立憲民主党が次期衆議院議員選挙で三重4区に坊農を擁立する方針であると報じられ1月末で同局を退職、2月1日同党の三重4区公認候補に決定した。10月31日の投開票の結果、前三重県知事の鈴木英敬に大差で敗れ、比例復活もならず落選した。

## 担当番組

### 過去
報道記者として出演
- 県政ウォッチング
- 三重テレビニュースウィズ
- 輝け!三重人 〜きらめく美し国〜（県政ニュース解説を担当）
- 国政選挙特番（解説担当）
- 三重県議会生中継での解説担当 ほか

アナウンサーとして出演
- エムテレ
- 高校ラグビー（県大会決勝戦実況なども担当）、高校野球などのスポーツ実況担当。
- 各種ナレーション[3]
- 定時ニュース（年末年始など）